# Обратна логистика
Обратната логистика е процес, част от веригата на доставките, който се занимава с възстановяването на материали или стойност от продукти, които се намират в края на своя полезен жизнен цикъл.
Обратната логистика е и превръщането на отпадъците отново в ресурси, за да могат да се използват за производството.
Обратната логистика се отнася за всички вериги на доставки в производството, икономиката, администрацията. Някои от участниците в логистичните вериги са принудени да изтеглят обратно своите продукти, докато други го самоинициират привлечени от добавената стойност на използваните стоки.